# Händel-Denkmal

Das Händel-Denkmal in Halle (Saale), Hermann Heidel, 1859

Das Händel-Denkmal in Halle (Saale) ist das einzige Denkmal in Deutschland zu Ehren des deutsch-britischen Barockkomponisten Georg Friedrich Händel. Es wurde dort 1859 anlässlich der Gedenkveranstaltungen zum 100. Todestag des Künstlers in einer Gemeinschaftsleistung zwischen Deutschen und Briten verwirklicht.
Außerhalb Deutschlands sind in London die beiden Händel-Denkmäler von Roubiliac (Händel-Denkmal für die Vauxhall Gardens von 1738 und Händels Grabdenkmal in der Westminster Abbey) sowie in Paris das Händel-Denkmal im Eingangsfoyer der Opéra Garnier bekannt.

## Beschreibung und Symbolik

Denkmalrückseite mit der heiligen Cäcilia (Händel blickt gen London)

Händel-Denkmal im Eingangsfoyer der Opéra Garnier in Paris

Das deutsche Händel-Denkmal befindet sich gegenüber der Taufkirche Händels auf dem hallischen Marktplatz, von wo aus das Abbild des Musikers nach London, seiner Hauptwirkungsstätte und Wahlheimat, blickt. Über drei Granitstufen erhebt sich eine auf einem 19 t schweren Marmor-Postament aufgestellte, 1500 kg schwere und 3,2 m hohe Bronzestatue, die einen älteren, korpulenten Händel in der Tracht seiner Zeit zeigt (Leibrock, Kniehosen, Schuhe und Strümpfe, den Galanteriedegen an der Seite und gewaltiger Lockenperücke auf dem Haupte). Die Figur lehnt sich an das rechts neben ihm stehende Notenpult im Rokokostil, auf dem die Partitur des Messiah liegt. Von den drei Seiten des Pultfußes trägt eine die Jahreszahl 1741, die an das Jahr erinnert, in dem Händel sein größtes Werk, den Messias, komponiert hat. Auf der Rückseite ist eine Darstellung der Orgel spielenden Cäcilia von Rom zu sehen. Rechts und links sind als Vertreter der geistlichen und weltlichen Musik der Sänger David bzw. der Repräsentant der Gesangskunst und des Saitenspiels der griechischen Götterwelt Orpheus eingearbeitet. Vorne trägt das Denkmal die einfache Inschrift: HAENDEL / 1685 – 1759, auf der Rückseite die Widmung: Errichtet / von seinen Verehrern / in Deutschland und England / 1859. Das Schmuckgitter aus Eisen um das Händel-Denkmal herum wurde zum 200. Geburtstag Händels im Jahre 1885 durch ein neues mit Haussteinen als Ecksäulen ersetzt, später allerdings zerstört. Ein Wiederaufbau sorgt bei den hallischen Stadtbürgern bislang für heftige Kontroversen, eine Neugestaltung des Denkmalsockels gilt ebenfalls als Option.
Die politische Bedeutung eines Händel-Denkmals in Deutschland ist hervorzuheben, denn Würdigungen in Denkmälern blieben bis Anfang des 19. Jahrhunderts ausschließlich Königen, Herrschern und Feldherren vorbehalten. Eine mutmaßlich völkerverbindende Kraft, Größe und Kühnheit von Händels Musik ließen den Komponisten vielen Gelehrten allerdings damals als wegweisendes Vorbild für das deutsche Volk erscheinen, das geprägt von der Zeit des Vormärz und der Revolution 1848/49 gerade dabei war, sich überhaupt erst als eine Nation herauszubilden. Deshalb fand die Errichtung des Denkmals die Zustimmung des preußischen Königs, der wenige Jahre zuvor so etwas noch abgelehnt hatte. Im weitesten Sinne gilt damit die Händelehrung 1859 in Halle ein Beitrag zur Stärkung des nationalen Selbstgefühls der Deutschen und ein Meilenstein im politischen Emanzipationskampf im Prozess der nationalen Einheit.

## Finanzierung
| gespendete Geldsumme                              | Sponsor                                                                |
| ------------------------------------------------- | ---------------------------------------------------------------------- |
| 3.400 Reichstaler                                 | Hallenser [ Musikal. Aufführungen (2168 T.) + Privatspenden (1204 T.)] |
| 2.492 Reichstaler                                 | England (Her Majesty Queen Victoria)                                   |
| 1.508 Reichstaler + 6 Silbergroschen              | Ganz Deutschland [Musikalische Aufführungen + Privatspenden]           |
| 566 Reichstaler + 20 Silbergroschen               | Preußisches Königshaus (König Wilhelm I.)                              |
| 7.966 Reichstaler + 26 Silbergroschen + 1 Pfennig | I N S G E S A M T                                                      |

Anlässlich der anstehenden Gedenkfeierlichkeiten zum 100. Todestag G. F. Händels veröffentlichte ein für diesen Anlass gegründetes Händel-Comité am 1. Mai 1856 in Halle einen Aufruf an die Musikfreunde ganz Deutschlands und Europas:
... Halle, die Stadt wo Haendel geboren wurde und die ersten so wichtigen Eindrücke der Jugend empfangen hat, wünscht, dass in seinen Mauern ihm ein Denkmal gegründet werde. [...] Die Nähe der Säcularfeier veranlasst uns aber zu der Bitte, dass alle Freunde unseres Vorhabens sich möglichst beeilen mögen durch musikalische Aufführungen, Subscriptionen und sonst geeignete Mittel dessen rechtzeitige Ausführung zu ermöglichen. Über den Fortgang des Unternehmens und die Verwendung der eingehenden [...] Geldbeiträge werden wir nicht verfehlen öffentlich Rechenschaft abzulegen. Wir bitten um weiteste Verbreitung dieses Aufrufes ...
Neben Ludwig Wucherer, August Tholuck und dem zum Vorsitzenden des Comité gewählten Alfred Wilhelm Volkmann unterzeichnete weitere zahlreiche Prominenz den Aufruf. Auch Georg Gottfried Gervinus schloss sich als führender liberal-konstitutioneller Gelehrtenpolitiker diesem Aufruf an.
Das britische Königshaus spendete im Namen Englands nahezu ein Drittel der Gesamtkosten und leistete neben den Hallensern den größten Beitrag zur Errichtung dieses Händel-Denkmals.
Während der folgenden drei Jahre wurden deutschlandweit zahlreiche Aufführungen zum Besten des zu Halle zu errichtenden Händel-Denkmals veranstaltet, allem voran mit der Singakademie Halle, aber auch durch andere Musikvereine in Berlin, Leipzig, Königsberg, Köln, Stuttgart, Hamburg, Krefeld oder Brandenburg und Tübingen, so dass man mit zusätzlichen Privatspenden insgesamt 7.966 Reichstaler, 26 Silbergroschen und 1 Pfennig zusammen bekam. Dabei hatte die wiederholte Aufführung des Messiah (Mozartsche Bearbeitung) unter Robert Franz und einer Weltstar-Besetzung durch Jenny Goldschmidt-Lind und Otto Goldschmidt bzw. Stimmführer des Berliner Domchores am 15. Dezember 1857 in der Taufkirche Händels allein 1355 Reichstaler, 13 Silbergroschen und 3 Pfennige für das Denkmal eingebracht.
Das Comité beauftragte 1843 den Berliner Bildhauer Hermann Heidel mit dem Entwurf eines Händel-Standbilds und später den bedeutenden Kunstgießer Hermann Gladenbeck mit dem Bronzeguss.

## Einweihung
Die Einweihung des Händel-Denkmals in der Geburtsstadt des Komponisten war für den 14. April 1859 geplant, dem 100. Todestag Georg Friedrich Händels. Infolge einer langen Krankheit des Bildhauers wurde die Feierlichkeiten verschoben, so dass erst am 1. Juli 1859 der bronzene Händel vor der Öffentlichkeit enthüllt wurde.
Die Feier folgte noch ganz höfischer Jubelkultur mit einem Festzug als Höhepunkt:
- 7 Uhr: Choralblasen von der Brücke der Hausmannstürme
- 8.30 Uhr: Aufmarsch der Studenten und der hallischen Liedertafel, Gruppierung rings um das Denkmal
- 9 Uhr: Start des Festzuges (Stadtbaumeister, Händel-Comité, Künstler, städtische Behörden, Universität, Geistliche, Rektoren und Lehrer)
  - Chorgesang vom Balkon des Rathauses: Seht, der siegreiche Held kommt (See the conqu'ring hero comes HWV64)
  - Festansprache durch Oberbürgermeister Franz von Voß

… und alle stimmten ein in dem Musikchor geblasenen Choral ‚Nun danket alle Gott‘ … Die Fenster sämtlicher Häuser, die ihn umgeben, waren mit Zuschauern besetzt, aber nicht diese allein, selbst auf den Dächern standen die Menschen und die Galerien und Balcone der Thürme waren dicht besetzt …
- Festessen und Ausklang im Hotel Kronprinz mit Gästen wie Franz Liszt, Bildhauer Heidel, Geheimrat Ludwig Wucherer, Dirigent Robert Franz sowie Richard Wagners Nichte. Der Buchhändler und Verleger Carl Gustav Schwetschke brachte an der Tafel den Trinkspruch auf das gerade enthüllte Denkmal.

100. Todestag G. F. Händels mit Enthüllung des Denkmals, am 1. Juli 1859
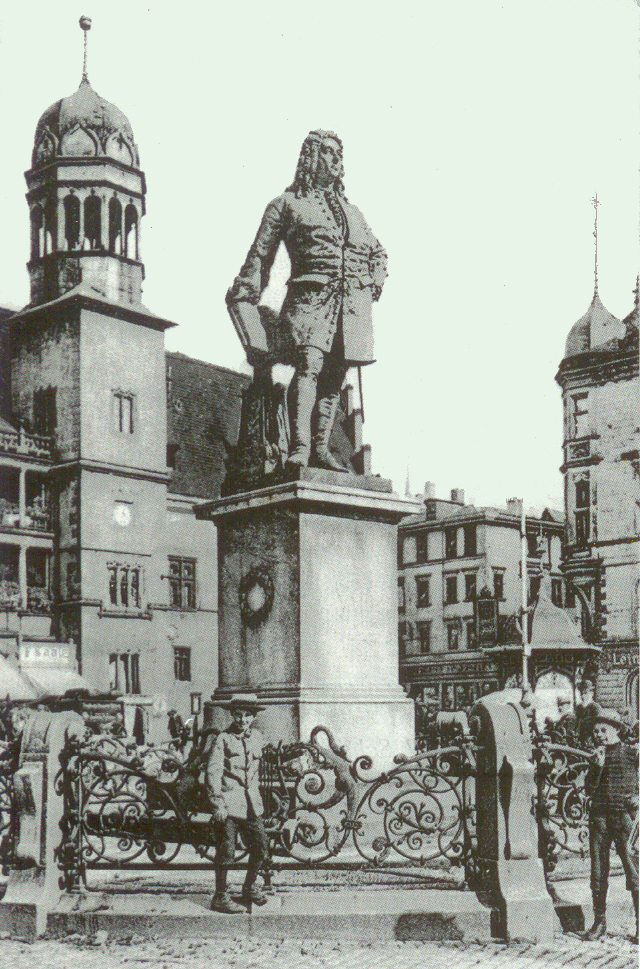
Mit neuem Schmuckgitter von 1885
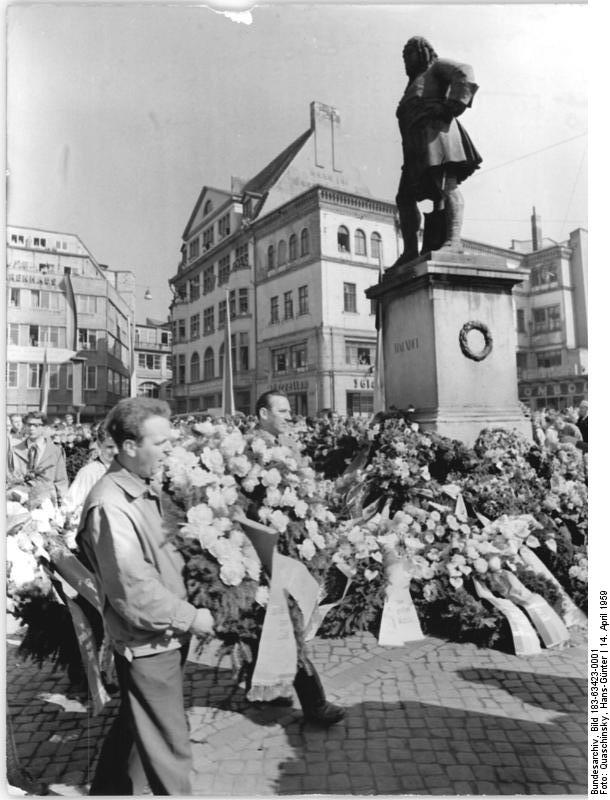
200. Todestag G. F. Händels, am 14. April 1959
250. Todestag G. F. Händels, am 14. April 2009

Das Händel-Denkmal stand auf dem hallischen Marktplatz vor Altem Rathaus und Ratswaage. Beide traditionsreiche Gebäude wurden bei dem Bombenangriff auf die Innenstadt am 31. März 1945 schwer beschädigt und im Jahre 1948 abgerissen. So fehlt dem Denkmal heute der historische Hintergrund. In der Ratswaage, die zu seiner Zeit Hauptgebäude der Friedrichs-Universität Halle war, ist Händel immatrikuliert worden.